# Palaua wilsoni
Palaua wilsoni é uma espécie de gastrópode da família Euconulidae.
É endémica de Palau.